# Jalna
Jalna là một thành phố và là nơi đặt hội đồng đô thị (municipal council) của quận Jalna thuộc bang Maharashtra, Ấn Độ.

## Địa lý
Jalna có vị trí 19°50′B 75°53′Đ / 19,83°B 75,88°Đ Nó có độ cao trung bình là 489 mét (1604 feet).

## Nhân khẩu
Theo điều tra dân số năm 2001 của Ấn Độ, Jalna có dân số 235.529 người. Phái nam chiếm 52% tổng số dân và phái nữ chiếm 48%. Jalna có tỷ lệ 64% biết đọc biết viết, cao hơn tỷ lệ trung bình toàn quốc là 59,5%: tỷ lệ cho phái nam là 71%, và tỷ lệ cho phái nữ là 57%. Tại Jalna, 15% dân số nhỏ hơn 6 tuổi.